# Maglö ekar
Maglö ekar är ett naturreservat i Hässleholms kommun.
Reservatet består av ett fyrtiotal fristående stora ekar. Marken där ekarna växer tillhör Maglö slott och har varit betesmark under lång tid. Reservatet avsattes för att bevara landskapsbilden i det variationsrika odlingslandskapet kring Maglö.
Maglö ekar är även ett Natura 2000-område.

## Flora och fauna
I reservatet växer förutom ek även ask, björk och vildapel. Det sparsamma buskskiktet består av en, hagtorn, hassel och slån. I markskiktet som är relativt artfattigt växer förutom rödven även gulmåra, gökärt, knägräs, liten blåklocka, rölleka, smörblomma, stenmåra, svartkämpar, teveronika, vitklöver och ärenpris. Av lavar finns arter som flikig sköldlav samt de rödlistade dvärgbägarlav och grå skärelav.

## Vägbeskrivning
Från riksväg 23 svänger man av till Sösdala. I Sösdala tar man av på vägen mot Norra Rörum där Maglö ekar ligger efter cirka 3 km.